# Arddun Penasgell
Arddun Penasgell ou Benasgell (Brittonique : Tête Ailée) est une princesse brittonique puis reine de Powys au VIe siècle .

## Biographie
On ignore l'origine exacte de son surnom, peu usité dans les textes ; peut être lié à ses cheveux. Dans l'hypothèse où asgell devrait être remplacé par askol (le chardon), cette épithète ferait plus de sens et pourrait évoquer une chevelure particulièrement revêche ou ébouriffée.
Fille présumée du roi Pabo Post Prydein et sœur de Sawyl Penuchel (Sawyl l'arrogant), Arddun naît dans les années 510 dans la partie centrale du Hen Ogledd. Selon la tradition, son père ayant perdu ses états contre les Angles, sa famille se retira au Pays de Galles en quête d'un mariage. Elle épouse donc le roi de Powys Brochwel Ysgythrog (Longues dents) et s'assure une continuité dynastique en lui donnant plusieurs enfants, dont saint Tysilio et le successeur de Brochwel, Cynan Garwyn.
Malgré le cruel manque d'informations à son sujet, la légende raconte qu'elle entra dans les ordres à la fin de sa vie, et qu'elle fut considérée comme sainte. Et bien qu'une paroisse du Gwynedd soit issue de son nom, rien ne permet d'affirmer son rôle religieux.

## Dans les Triades Galloises
Mentionnée dans les triades galloises Peniarth MS 47 comme étant la sœur de Peredur et Gwrgi mab Eliffer, sa position est assez délicate dans la mesure où les triades sont contradictoires.

« 80. — (Myv., 392, 52). Trois portées bénies de l’île de Prydein : Uryen et Eurddyl, enfants de Kynvarch Hen, qui furent ensemble dans le sein de Nevyn, fille de Brychan, leur mère ; Owein, fils d’Uryen, et Morvud, sa sœur, en même temps dans le sein de Modron, fille d’Avallach; Gwrgi, Peredur et Keindrech Pen Ascell, enfants d’Eliffer Gosgorddvawr, dans le sein d’Eurddyl, fille de Kynvarch, leur mère. »

En effet, les textes Peniarth MS 50 appellent le troisième personnage de la fratrie Ceindrech Pen Ascell; chose démenties dans d'autres, qui placent Ceindrech comme fille du roi Brychan de Brycheiniog. Dans ces dernières, il est dit que c'était Ardunn, et non Ceindrech, qui portait le surnom de Penasgell et était fille d'Eliffer. Ces désaccords ne permettent donc pas d'identifier clairement qui était cette femme, même s'il n'est pas exclu qu'il y ait eu plusieurs Arddun ou une mauvaise interprétation, ajoutant ainsi à la confusion.

## Source
- (en) Peter Bartrum, A Welsh classical dictionary: people in history and legend up to about A.D. 1000, Aberystwyth, National Library of Wales, 1993 (ISBN 9780907158738), ARDDUN BENASGELL ferch PABO POST PRYDYN. (480)